# کولورینا

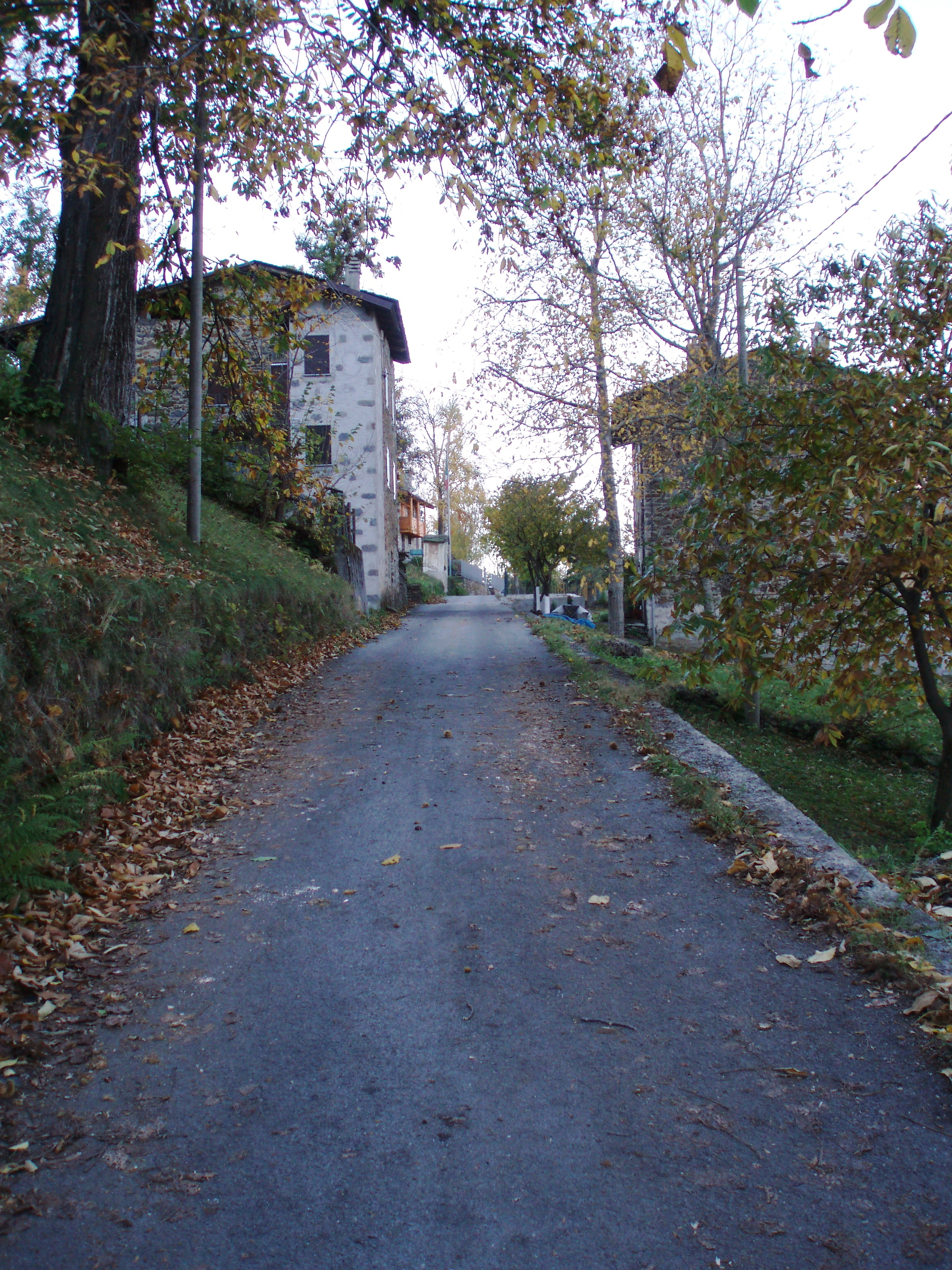
کولورینا

کولورینا (به ایتالیایی: Colorina) یک کومونه در ایتالیا است که در استان سوندریو واقع شده‌است.

## خصوصیات
کولورینا ۱۸٫۰ کیلومترمربع مساحت و ۱٬۴۶۸ نفر جمعیت دارد و ۳۸۵ متر بالاتر از سطح دریا واقع شده‌است.